# Ettifaq FC
Al Ettifaq Football Club (tiếng Ả Rập: نادي الاتفاق لكرة القدم, đã Latinh hoá: nādī al-ittifāq likura al-qadami) là một câu lạc bộ bóng đá chuyên nghiệp ở Dammam, Ả Rập Xê Út. Nó được thành lập bởi sự hợp nhất của ba câu lạc bộ Damman vào năm 1944. Al Ettifaq là đội bóng Ả Rập Xê Út đầu tiên giành được một danh hiệu quốc tế – Arab Club Champions Cup 1984. Họ cũng là đội đầu tiên vô địch Giải Ngoại hạng Ả Rập Xê Út mà không để thua trận nào, và là đội Ả Rập Xê Út đầu tiên giành chức vô địch GCC Champions League. Al Ettifaq có tổng cộng 13 danh hiệu khác nhau. Câu lạc bộ cũng có đội futsal riêng.

## Đội hình
Tính đến 23 tháng 1 năm 2022.
Ghi chú: Quốc kỳ chỉ đội tuyển quốc gia được xác định rõ trong điều lệ tư cách FIFA. Các cầu thủ có thể giữ hơn một quốc tịch ngoài FIFA.
| Số | VT | Quốc gia               | Cầu thủ               |
| -- | -- | ---------------------- | --------------------- |
| 1  | TM | Ả Rập Xê Út            | Abdullah Al-Oaisher   |
| 2  | HV | Ả Rập Xê Út            | Saeed Al Mowalad      |
| 3  | HV | Ả Rập Xê Út            | Mohammed Al-Dossari   |
| 4  | HV | Ả Rập Xê Út            | Fahad Ghazi           |
| 5  | HV | Ả Rập Xê Út            | Saad Al Mousa         |
| 6  | TV | Ả Rập Xê Út            | Ibrahim Mahnashi      |
| 7  | TV | Ả Rập Xê Út            | Mohammed Al-Kuwaykibi |
| 8  | TV | Ả Rập Xê Út            | Hamed Al-Ghamdi       |
| 9  | TĐ | Pháp                   | Moussa Dembélé        |
| 11 | TV | Ả Rập Xê Út            | Ali Hazazi            |
| 12 | HV | Ả Rập Xê Út            | Sanousi Hawsawi       |
| 14 | HV | Bắc Macedonia          | Darko Velkovski       |
| 15 | TV | Ả Rập Xê Út            | Ahmed Al-Ghamdi       |
| 16 | TV | Ả Rập Xê Út            | Faisal Al-Ghamdi      |
| 23 | TĐ | Ả Rập Xê Út            | Jaber Qarradi         |
| 24 | TV | Ả Rập Xê Út            | Nawaf Hazazi          |
| 27 | TV | Brasil                 | Vitinho               |
| 29 | HV | Ả Rập Xê Út            | Fahad Al-Dossari      |
| 32 | HV | Cộng hòa Dân chủ Congo | Marcel Tisserand      |

| Số | VT | Quốc gia    | Cầu thủ                |
| -- | -- | ----------- | ---------------------- |
| 35 | TM | Ả Rập Xê Út | Mohammed Al-Haiti      |
| 42 | TV | Ả Rập Xê Út | Salem Al-Maqadi        |
| 43 | TV | Ả Rập Xê Út | Abdulmohsen Al-Dossari |
| 44 | HV | Ả Rập Xê Út | Hamad Al-Sayyaf        |
| 48 | TM | Brasil      | Paulo Victor           |
| 49 | HV | Tchad       | Abdulrahman Oumar      |
| 51 | HV | Ả Rập Xê Út | Meshal Al-Alaeli       |
| 66 | TV | Ả Rập Xê Út | Rakan Kaabi            |
| 70 | HV | Ả Rập Xê Út | Abdullah Al-Khateeb    |
| 76 | TM | Ả Rập Xê Út | Bilal Al-Dawaa         |
| 90 | TV | Ả Rập Xê Út | Mohammed Mahrazi       |
| 91 | HV | Ả Rập Xê Út | Yasser Al Mousa        |
| 92 | TM | Ả Rập Xê Út | Turki Baljoush         |
| 98 | TV | Thổ Nhĩ Kỳ  | Berat Özdemir          |
| 99 | TĐ | Thụy Điển   | Robin Quaison          |
| —  | HV | Scotland    | Jack Hendry            |

### Cầu thủ chưa đăng ký
Ghi chú: Quốc kỳ chỉ đội tuyển quốc gia được xác định rõ trong điều lệ tư cách FIFA. Các cầu thủ có thể giữ hơn một quốc tịch ngoài FIFA.
| Số | VT | Quốc gia    | Cầu thủ     |
| -- | -- | ----------- | ----------- |
| —  | HV | Ả Rập Xê Út | Ali Masrahi |

| Số | VT | Quốc gia | Cầu thủ     |
| -- | -- | -------- | ----------- |
| —  | TV | Đức      | Amin Younes |